# Dimetilnitrosamina
La dimetilnitrosamina (NDMA por las siglas de N-Nitrosodimethylamine, su nombre en inglés), es un compuesto químico orgánico semivolátil, subproducto de varios procesos industriales y presente —en niveles muy bajos— en determinados alimentos, especialmente los cocinados, ahumados o curados. La NDMA es soluble en agua, de color amarillo, y con un gusto y olor muy débiles. Es tóxica para el hígado y otros órganos, y un probable carcinógeno en humanos. También se utiliza para inducir cáncer en ratas de laboratorio e investigar la enfermedad.

## Propiedades
La NDMA es un líquido amarillo aceitoso con un débil olor característico y un gusto dulce. Es un subproducto o residuo de varios procesos industriales, como la fabricación de 1,1-dimetilhidrazina (UDMH por sus siglas en inglés), un componente de combustible de cohetes que requiere NDMA para su síntesis. En un ámbito más general, el tratamiento por cloración o cloraminación de aguas residuales que contengan compuestos orgánicos de nitrógeno puede conducir a la formación de niveles potencialmente nocivos de NDMA . Además la NDMA puede formarse o ser lixiviada durante el tratamiento de agua mediante resinas de intercambio aniónico. Finalmente se hallan niveles bajos de NDMA en numerosos artículos de consumo humano, como carne curada, pescado, cerveza, humo de tabaco y fármacos. Sin embargo, por ser soluble en agua, es improbable su bioacumulación.

## Toxicidad
La dimetilnitrosamina es altamente tóxica, especialmente para el hígado, y es un conocido carcinógeno en animales de laboratorio. La Agencia de Protección Ambiental (Estados Unidos) clasifica la NDMA como probable carcinógeno humano. Esta agencia ha determinado experimentalmente que la concentración de NDMA máxima admisible en el agua para beber es 7 ng/L (nanogramos por litro), pero todavía no ha impuesto normativamente un nivel de contaminación máximo (MCL por sus siglas en inglés) para esta agua. En dosis altas la NDMA es una «potente hepatotoxina que puede causar cirrosis hepática» en ratas. La inducción de tumores de hígado en ratas después de la exposición crónica a dosis bajas está bien documentada. Sus efectos tóxicos en humanos se infieren de experimentos con animales, pero no están bien establecidos experimentalmente.
La contaminación por NDMA del agua para beber es de particular consideración, debido a las diminutas concentraciones a las que es nociva, a la dificultad para detectarla en estas concentraciones, y a la dificultad de eliminar la NDMA de esta agua. Porque la NDMA no se biodegrada, adsorbe o evapora fácilmente. Por esta razón no puede ser extraída mediante carbón activado y se infiltra fácilmente a través del suelo. Niveles relativamente altos de radiación ultravioleta en el rango de 200 a 260 nm rompen el enlace N–N y pueden por tanto utilizarse para degradar la NDMA. Además la ósmosis inversa es capaz de extraer de agua que contenga NDMA aproximadamente el 50 %.
Está clasificada como una sustancia extremadamente peligrosa en los Estados Unidos según la definición de la sección 302 de su Ley de planificación de emergencias y derecho a la información de la comunidad (42 U.S.C. 11002). Las instalaciones que produzcan, almacenen o utilicen cantidades significativas de NDMA están sujetas a estrictos requisitos de información.

## Como veneno
Varios incidentes en los que una persona utilizó intencionadamente la NDMA para envenenar a otra han captado la atención de los medios. En 1978 un profesor de Ulm, Alemania, fue sentenciado a cadena perpetua por intentar asesinar su esposa envenenando mermelada con NDMA y dándosela luego. Tanto la mujer como después el profesor murieron por fallo hepático.
En 1978, Steven Roy Harper introdujo limonada con NDMA en la casa de la familia Johnson en Omaha, Nebraska. El incidente resultó en las muertes de Duane Johnson, de 30 años y Chad Sheldon, de 11 meses. Por su crimen Harper fue sentenciado a muerte, pero se suicidó en la cárcel antes de que la ejecución pudiera llevarse a cabo.
En el caso de envenenamiento de Fudan de 2013, Huang Yang, un estudiante médico de posgrado en la Universidad de Fudan, fue víctima de un envenenamiento en Shanghái, China. Huang fue envenenado por su compañero de habitación, Lin Senhao, que había colocado NDMA en el enfriador de agua del dormitorio. Lin alegó que solo lo hizo como broma del día de los Inocentes. Fue sentenciado a muerte y ejecutado en 2015.
Además en 2018 se utilizó NDMA en un intento de envenenamiento en Queen's University.